# Capela de Santo António (Ferreira do Alentejo)
A Capela de Santo António é um edifício religioso na vila de Ferreira do Alentejo, em Portugal.

## Descrição e história
A capela situa-se na Praça do Comendador Infante Passanha, no centro da vila de Ferreira do Alentejo. Consiste num só edifício de pequenas dimensões, com planta rectangular longitudinal, e que é formada por um nave e capela-mor. A fachada principal segue a mesma linha dos edifícios em redor, e tem um só pano, aberto por um portal de moldura rectangular, sem elementos decorativos. O portal é encimado por um óculo, e a fachada é rematada por uma empena corta por um campanário. O interior contava originalmente com vários elementos ornamentais já desaparecidos, embora ainda sobrevivam algumas pinturas murais. A nave é coberta por uma abóbada de berço, e tem uma pia de água benta em cantaria no lado da Epístola. A capela-mor tem uma cobertura em abóbada de berço, decorada por pinturas murais, e está dividida da nave por um arco triunfal ornamentado por estuques. A mesa do altar destaca-se pela sua talha dourada e policromada, de origem setecentista, enquanto que o retábulo-mor, no estilo maneirista, foi executado em estuque e está ornamentado com elementos de inspiração vegetalista.
A Capela de Santo António foi construída no século XVII, tendo sido originalmente uma capela particular, que fazia parte do prédio ao lado, que era propriedade da família Mena. A talha dourada da mesa do altar foi instalada nos finais do século XVIII, enquanto que nos finais do século seguinte foram feitas obras de restauro e de decoração, incluindo os pavimentos. Na década de 1930, o campanário foi destruído por um relâmpago. A Câmara Municipal de Ferreira do Alentejo classificou unilateralmente o imóvel como de Interesse Municipal, através do Aviso n.º 7515/2003, de 1 de Setembro, mas o Instituto Português do Património Arquitectónico anulou esta decisão, uma vez que a autarquia não possuía competências para a classificação.